# Alessandra Perilli
Alessandra Perilli (Rímini, Italia, 1 de abril de 1988) es una deportista sanmarinense que compite en tiro, en la modalidad de tiro al plato.
Participó en tres Juegos Olímpicos de Verano, entre los años 2012 y 2020, obteniendo dos medallas en Tokio 2020, plata en el foso mixto (junto con Gian Marco Berti) y bronce en la prueba individual, y el cuarto lugar en Londres 2012 (foso).
Ganó una medalla de bronce en los Juegos Europeos de Bakú 2015 y dos medallas de bronce en el Campeonato Europeo de Tiro, en los años 2019 y 2024.
Fue la abanderada de San Marino en la ceremonia de apertura de los Juegos de Londres 2012.

## Palmarés internacional
| Juegos Olímpicos   | Juegos Olímpicos  | Juegos Olímpicos  | Juegos Olímpicos |
| Año                | Lugar             | Medalla           | Prueba           |
| ------------------ | ----------------- | ----------------- | ---------------- |
| 2020               | Tokio (Japón)     | Medalla de plata  | Foso mixto       |
| 2020               | Tokio (Japón)     | Medalla de bronce | Foso             |
| Juegos Europeos    |                   |                   |                  |
| Año                | Lugar             | Medalla           | Prueba           |
| 2015               | Bakú (Azerbaiyán) | Medalla de bronce | Foso mixto       |
| Campeonato Europeo |                   |                   |                  |
| Año                | Lugar             | Medalla           | Prueba           |
| 2019               | Lonato (Italia)   | Medalla de bronce | Foso             |
| 2024               | Lonato (Italia)   | Medalla de bronce | Foso mixto       |